# Jeff Bleckner
Jeffrey A. Bleckner (ur. 12 sierpnia 1943 w Brooklynie w Nowym Jorku) – amerykański reżyser telewizyjny i teatralny.
Urodził się w nowojorskim Brooklynie jako syn Jacka S. i Etty (z domu Paluba) Blecknerów.
Na Off-Broadwayu zadebiutował spektaklem pod tytułem The Unseen Hand/Forensic and the Navigators. Wyreżyserował także trzy inne produkcje Davida Rabe’a, które były wystawiane na scenie Off-Broadwayu. Jego pierwszym filmem pełnometrażowym było O Youth and Beauty! z 1979 roku.
Był reżyserem odcinków seriali takich jak Knots Landing, The Stockard Channing Show, Dynastia, Remington Steele, Posterunek przy Hill Street, Pani prezydent, Siostra Hawthorne czy Orły z Bostonu.
12 kwietnia 1987 roku poślubił Susan Edelman.

## Filmografia
- 1981–1983: Knots Landing
- 1982: Dynastia
- 1982–1984: Posterunek przy Hill Street
- 1982: Remington Steele
- 1987: Lato białej wody
- 1992: Ostatnie życzenie
- 2005: Jan Paweł II: Nie lękajcie się
- 2005–2008: Orły z Bostonu
- 2009–2010: Siostra Hawthorne
- 2011: Off the Map: Klinika w tropikach
- 2011: Beyond the Blackboard
- 2010–2011: Prywatna praktyka
- 2011–2012: Zbrodnie Palm Glade
- 2013: Franklin & Bash
- 2011–2015: Castle (serial telewizyjny)